# Oliver Stone
William Oliver Stone (New York, 15 september 1946) is een Amerikaans filmregisseur, filmproducent en scenarioschrijver. Hij heeft drie keer een Academy Award gewonnen.

## Biografie en werk
Oliver Stone werd geboren in New York en is de zoon van een Joodse vader en een Franse moeder. Hoewel hij opgevoed is als anglicaan, bekeerde hij zich later tot het boeddhisme.
Stone was van april 1967 tot november 1968 in dienst bij het Amerikaanse leger en is een veteraan van de Vietnamoorlog. Het is deze periode die vaak als inspiratie zal dienen voor heel wat van zijn films. Zo begon hij zijn carrière als regisseur met een korte film rond de oorlog en later veroverde hij de wereld met Platoon, een film over de oorlog in Vietnam, een onderwerp dat hij in Born on the Fourth of July nogmaals belicht.
In 1987 verscheen de film Wall Street over de Amerikaanse beurs. In 2010 verscheen het vervolg op deze film, Wall Street: Money Never Sleeps, met wederom Michael Douglas in de rol van Gordon Gekko.
In 1991 maakte Stone de film JFK, gebaseerd op het leven van president John F. Kennedy. De film baseert zich op een van de vele complottheorieën die er ontstonden na de moord op Kennedy. Voor deze film gaf hij de Nederlandse omstreden journalist Willem Oltmans een bijrol, nadat hij hem had ontmoet in het vooronderzoek van de film vanwege zijn kennis in de zaak. JFK zou niet de laatste film worden die de regisseur maakte rond een Amerikaanse president, want in 1995 volgde Nixon, met Anthony Hopkins in de rol van Richard Nixon. In 2008 maakte Stone de film W. over het leven van George W. Bush.
Het merendeel van Stones films zijn maatschappijkritisch te noemen. Tegelijkertijd neemt hij het niet altijd even nauw met de waarheid. Met name in JFK en Nixon zaten veel aantoonbare historische fouten.
Stone is enkele malen gearresteerd voor het bezit van drugs en heeft meerdere malen geprobeerd af te kicken. Dat laatste verklaart ook volgens filmcritici de unieke stijl die hij vaak hanteert. De benauwde en zeer energieke manier van filmen in Natural Born Killers uit 1994 is daar zeker een gevolg van. In de jaren tachtig probeerde hij van zijn cocaïneverslaving af te komen door het schrijven van een scenario voor de gangsterfilm Scarface, die gedeeltelijk gebaseerd is op de gelijknamige film uit 1932. De film werd geregisseerd door Brian De Palma en werd een succesvolle cultfilm.
In 2002 had Oliver Stone een driedaagse ontmoeting met Fidel Castro, die leidde tot de documentaire Comandante. Deze film werd door kritiek vanuit de Cubaanse gemeenschap in de Verenigde Staten niet in de bioscopen vertoond. In 2008 verscheen de film in een aantal Nederlandse bioscopen.
In 2006 verscheen World Trade Center in de bioscoop. De film is een relaas over de belevenissen van enkele brandweermannen die bekneld raakten in de puinhopen van het World Trade Center tijdens de aanslagen van 11 september 2001.
In 2009 presenteerde hij de film South of the Border op het filmfestival in Venetië. De film is een hommage aan de Venezolaanse president Hugo Chávez, die als genodigde de première bijwoonde.
In 2016 verscheen Snowden in de bioscopen. Stone zei zelf over deze film dat hij wilde dat het publiek Edward Snowden nooit zou vergeten en dat hij wilde waarschuwen voor de macht van overheden of 'het systeem'.
Medio 2017 lanceerde Oliver Stone zijn vierdelige (in totaal vier uur durende) televisieserie The Putin Interviews, gebaseerd op meer dan 12 gesprekken met de Russische president Vladimir Poetin, over een periode van ruim twee jaar.
Oliver Stone won drie Oscars. In 1979 voor zijn scenario voor de film Midnight Express, in 1987 als beste regisseur voor de film Platoon en in 1990 als beste regisseur voor de film Born on the Fourth of July.

## Filmografie
- Seizure (1974)
- Midnight Express (1978), scenario
- Mad Man of Martinique (1979, korte film)
- The Hand (1981)
- Conan the Barbarian (1982), scenario
- Scarface (1983), scenario
- Year of the Dragon (1985), scenario
- Salvador (1986)
- Platoon (1986)
- Wall Street (1987)
- Talk Radio (1988)
- Born on the Fourth of July (1989)
- The Doors (1991)
- JFK (1991)
- Heaven & Earth (1993)
- Natural Born Killers (1994)
- Nixon (1995)
- Freeway (1996), scenario
- U Turn (1997)
- Any Given Sunday (1999)
- Persona Non Grata (2003)
- Comandante (2003)
- Alexander (2004)
- Looking for Fidel (2004)
- World Trade Center (2006)
- W. (2008)
- Pinkville (2009)
- South of the Border (2009)
- Wall Street: Money Never Sleeps (2010)
- Savages (2012)
- Snowden (2016)
- Oekraïne onthullen（2019）

- Bibsys: 90813022
- Biblioteca Nacional de España: XX1138102
- Bibliothèque nationale de France: cb12017036b (data)
- Catàleg d'autoritats de noms i títols de Catalunya: 981058602191806706
- CiNii: DA0309671X
- Gemeinsame Normdatei: 119151529
- International Standard Name Identifier: 0000 0001 2280 7313
- Library of Congress Control Number: n87804343
- Nationale Bibliotheek van Letland: 000036926
- MusicBrainz: 82cda3d9-62eb-4383-84f3-46d7d3aff19d
- Bibliotheek van het Japanse parlement: 00475687
- Nationale Bibliotheek van Tsjechië: xx0038000
- Nationale bibliotheek van Australië: 35526837
- Nationale Bibliotheek van Israël: 987007282170205171
- Nationale Bibliotheek van Polen: a0000001606190
- Nationale en Universitaire bibliotheek Zagreb: 000040651
- Nederlandse Thesaurus van Auteursnamen: 069848696
- Istituto Centrale per il Catalogo Unico: CFIV026695
- LIBRIS: 349607
- SNAC: w61843hc
- Système universitaire de documentation: 028307496
- Trove: 985066
- Union List of Artist Names: 500472093
- Virtual International Authority File: 61557949
- WorldCat: E39PBJqFKgHr4yjwpfC3pF9JjC